# ネパール共産党プシュパラール派
ネパール共産党プシュパラール派は、かつてネパールに存在した地下政党。総書記はプシュパ・ラール・シュレシュタ。

## 来歴
1962年、トゥラシー・ラール・アマーティヤらネパール共産党の急進派が独自に党大会を開いて分裂したとき、シュレシュタもこの流れに合流し、アマーティヤと二頭体制で主導することになった。しかし、協力関係は破綻し、シュレシュタは1968年、インドのゴーラクプルで独自の党大会を開き「ネパール共産党プシュパラール派」を創設する。大勢の幹部がシュレシュタに従ったので、数年の間、「プシュパラール派」はネパールの共産主義勢力の中で主要な地位を占めた。
思想的にはインド共産党マルクス主義派に近く、「人民民主主義」路線を掲げた。本部はインドのヴァーラーナシーに置かれた。
シュレシュタはネパール会議派に王制に対する共闘を呼びかけた。
1971年に若いリーダーローヒットが離党し、1976年にネパール労働者農民党を結成。1976年、有力な学生指導者マダン・クマール・バンダリーが離党し、「ムクティ・モルチャ・サルハ」を結成。これらの分裂はプシュパラール派の影響力を弱めた。
プシュパ・ラル・シュレシュタは1978年死去。彼の葬儀は政治的抵抗の示威運動となった。後任には未亡人のサハーナ・プラダンが就任した。プラダンはプシュパラール派を穏健な方向に舵取りしながら、ネパール会議派との協力関係を維持した。
1979年にはネパール会議派と歩調を合わせて「パンチャーヤト制」に反対する抗議行動を行い、1980年の国民投票に先立ち、複数政党制を要求する運動でも共闘した。1985年にも、国王政府に対する大衆抗議行動で同一歩調を取っている。
1987年、マン・モハン・アディカリの指導するネパール共産党マンモハン派と合流し、ネパール共産党マルクス主義派を結成する。